# Théophile Aube
Hyacinthe Laurent Théophile Aube (pronunciación francesa: [teɔfil ob]) (22 de noviembre de 1826, Tolón, Var - 31 de diciembre de 1890, Tolón) fue un almirante francés, que ocupó varios cargos gubernamentales importantes durante la Tercera República Francesa.
Aube se desempeñó como Gobernador de Martinica entre 1879 y 1881, y como Ministro de Marina francés desde el 7 de enero de 1886 al 30 de mayo de 1887. Fue un ferviente partidario de la estrategina naval conocida como Jeune École y detuvo temporalmente los trabajos de construcción de varios acorazados durante su mandato.